# Чоловіки є чоловіки
«Чоловіки є чоловіки» — радянський дитячий художній фільм 1985 року, знятий режисером Олексієм Морозом на Кіностудії ім. О. Довженка.

## Сюжет
Хлопцям 6-го «Б» якось набридло вислуховувати закиди з приводу пустощів і лінощів, і вони присяглися один одному в тому, що не лише стануть переможцями всіх майбутніх змагань, але й доведуть всій школі, а головне — своїм дівчатам, що на них завжди можна покластися.

## У ролях
- Петро Митрюхін — Тимка Корзун
- Віталій Шевцов — Чугуй, «Микола Іванович»
- Сергій Хусаїнов — Вітя Ашкевич, «Пеле»
- Денис Філімонов — Юра Гукін, «Кефір»
- Сергій Кравчук — Вадим Панфілов, «Карузо»
- Вахтанг Кебуладзе — Женя, «Ослам»
- Сергій Омеліч — Слава Панченко, «Пігмій»
- Настя Виноградова — Олена Крючкова
- Юрій Бобров — «Капот»
- Оксана Меняйло — Світлана
- Вікторія Зотова — Віта
- Олена Ульянова — Катя Нікітіна
- Наталія Скопцова — Наталія Коваленко
- Ольга Кузнецова — Елеонора Павлівна, класний керівник
- Ада Роговцева — Віра Василівна, директор школи
- Ігор Дмитрієв — Василь Захарович, вчитель біології
- Аліція Омельчук — Людмипа Іванівна, вчителька географії
- Олександр Вихрестенко — Підгорецький, «Гока»
- Вікторія Корсун — Ніна Іванівна
- Юрій Дубровін — майор Ручкін
- Костянтин Степанков — дідусь Віті «Пеле»
- Володимир Волков — епізод
- Микола Олійник — батько Жені
- Ніна Шаролапова — Марія Іванівна, вчителька алгебри
- Віктор Панченко — епізод
- Микола Гудзь — епізод
- Лев Перфілов — відвідувач бібліотеки
- А. Красотченко — епізод
- Михайло Косенко — епізод
- Володимир Васьковцев — епізод
- Олена Пономаренко — епізод
- Т. Кулініч — епізод
- А. Мошина — епізод
- Олександр Пархоменко — епізод
- Євген Коваленко — епізод
- Людмила Кузьміна — епізод
- Борис Олександров — продавець щенят
- Володимир Ткаченко — покупець скалярій
- Анатолій Соколовський — чоловік у бібліотеці

## Знімальна група
- Режисер — Олексій Мороз
- Сценарист — Олександр Чумак
- Оператор — Віталій Зимовець
- Композитор — Олександр Яковчук
- Художники — Михайло Раковський, Євген Питенін